# マンボ (ウイングスの曲)
マンボ（原題：Mumbo）は、1971年にウイングスが発表した楽曲。ウイングスのデビューアルバム「ワイルド・ライフ」の最初の曲である。

## 概要
「Take It Tony!!」というかけ声で始まる。"トニー"とはエンジニアであるトニー・クラークの事。

歌詞は存在するものの聞き取ることはとても難しく、公式サイトにも「instrumental」と記載されている。

タイトルに”マンボ”とあるが、ジャンルはマンボではなく、パンクロックである。綴りも異なり、音楽のジャンルである方のマンボは「Mambo」と綴る。このタイトルの綴りはおそらく「Mumbo jumbo（なにを言っているのか分からない言葉）」が由来となっている。

フリーランス・ヘルレイザーによるリミックスバージョンが、2005年にアルバム「ツイン・フリークス」に収録された。

## マンボ・リンク
アルバムの最後、「ディア・フレンド」の後にこの曲のリプライズが収録されている。インストゥルメンタルで、短く演奏もまとまっておらず、最後はフェードアウトして終わる。